# Yewei

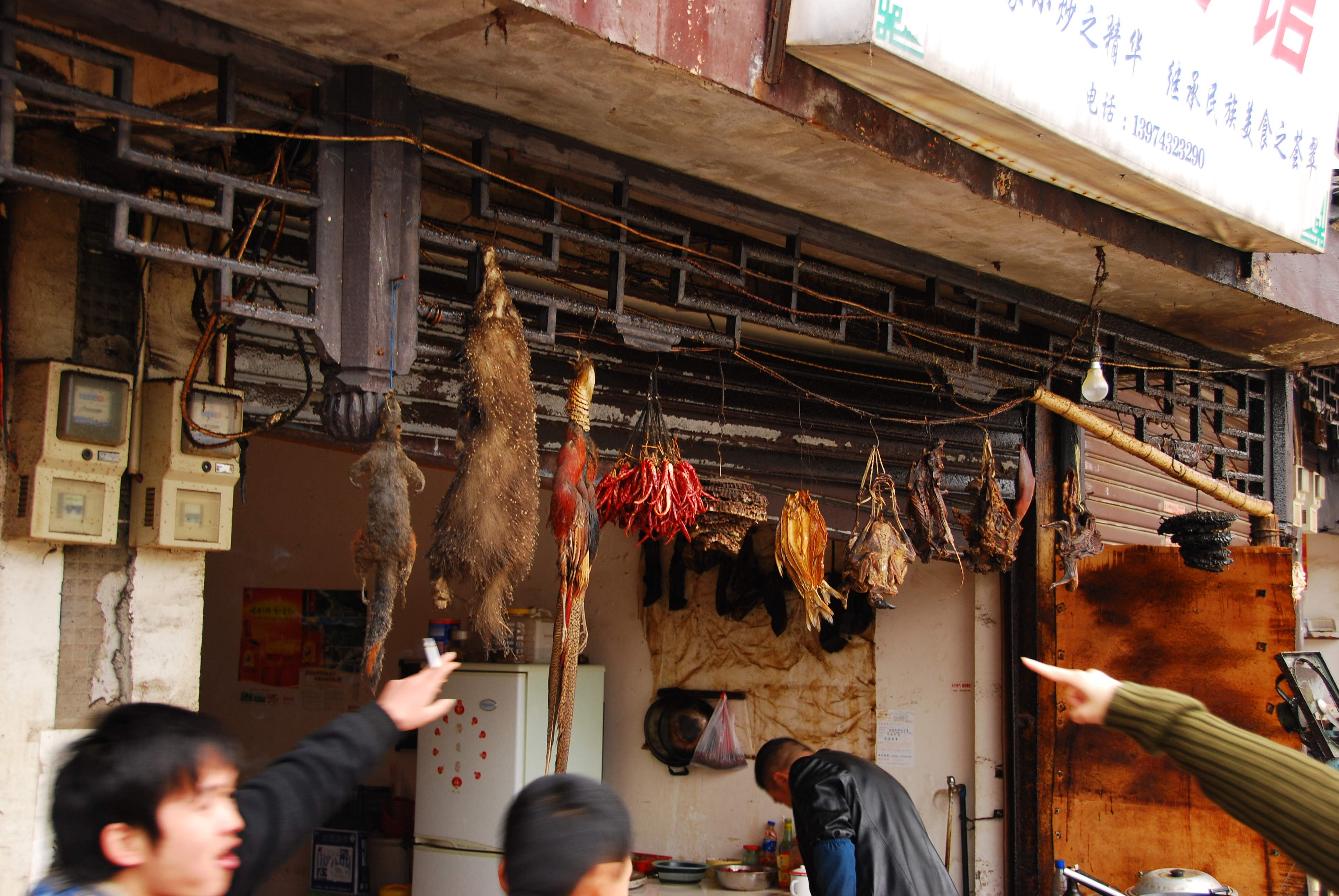
Petite boutique de yewei

Yewei (chinois : 野味 Yěwèi) est le nom en chinois de la « viande de gibier ». Le nom chinois est gardé en français en raison des particularités culturelles et économiques prises en Chine du Sud par ce qu’on appelle en Afrique, la viande de brousse ou en France, la venaison.

## Morphologie lexicale
Le terme 野味 Yěwèi est composé de yě « sauvage », forme abrégée de yěshòu 野兽, « bête sauvage » et de wei 味 « goût ; aliment, met », soit finalement « venaison, chair de gibier ».

## Une tradition culinaire ancienne
La Chine du Sud est depuis longtemps le centre d’une tradition culinaire qui recherche les mets rares, les gibiers exotiques ou indigènes d’espèces peu communes, capturés dans la nature ou élevés dans des élevages de gibier.  Les Cantonais sont réputés dans cet art gourmand pour la santé et la richesse de leur répertoire carné est inégalée.
Cette tradition vient de l’ « étude du manger thérapeutique » 药膳学 Yàoshàn xué. C’est une gastronomie savante qui allie pour la santé de ses adeptes des denrées à des matières médicales. Elle est basée sur les règles de la médecine traditionnelle chinoise et de la cuisine chinoise raffinée. Elle considère les remèdes comme des aliments et les aliments comme des traitements. Le but est de maintenir en bonne santé, de soigner ou de guérir. Ce sont des alicaments dans le contexte de la médecine chinoise traditionnelle. Voyons quelques exemples qui illustrent bien la démarche[réf. nécessaire] :
- 姜茶饮 Jiāng chá yǐn la « boisson de thé au gingembre » est indiquée pour la dysenterie et le paludisme. Le thé aide le yin et le gingembre aide le yang, le chaud et le froid s’équilibrent.
- 虎骨酒 Hǔ gǔ jiǔ : le « vin d’os de tigre » obtenu par macération d’os de tigre dans du vin de céréale, additionné de plantes médicinales. C’est une recette venant de Sun Simiao (VIIe siècle), un médecin et alchimiste taoïste du début de l’époque Tang. Elle a pour fonction de renforcer la faiblesse des muscles et des reins, et d’éliminer (les maux causés par) le vent  et le froid. En somme, le tigre animal puissant, représentant force, vigueur et énergie dans la tradition chinoise, donne force, vigueur et énergie à celui qui s'empare de ses principes concentrés dans ses os. La notion de sympathie mimétique[n 1] opère depuis l'origine dans la médecine traditionnelle chinoise[2].
- 田鸡汤 Tián jī tāng, « soupe de grenouille » faite à partir de la grenouille-tigre chinoise 虎纹蛙 Hǔ wén wā, (Hoplobatrachus rugulosus), de gingembre frais, du Codonopsis pilosula (en), (dangsheng, le ginseng du pauvre, une plante utilisée en médecine traditionnelle qui nourrit le qi et réduit la fatigue physique). Faire bouillir ensemble. La grenouille animal d’eau, de nature froide, nourrit le yin et dissipe la chaleur, le gingembre de nature chaude, dissipe le froid (散寒 sanhan), renforce le qi du poumon et de la rate.
- 鹿茸酒 Lùróng jiǔ, « vin de bois de cerf », est une macération de bois de velours de cerf dans de l'eau-de-vie (baijiu) avec d’autres ingrédients. Les bois qui tombent chaque hiver, possèdent une enveloppe duveteuse lors de leur croissance jusqu’en juillet. Le bois de velours lurong tire son nom de cette enveloppe nourricière. Elle est recommandée par le Shennong bencao jing qui indique qu’elle stimule le qi et renforce la volonté (益气强志 Yì qì qiáng zhì). Vendu dans les rayons d’alcool des grandes surfaces de Taiwan, la publicité indique sans ambages que l’alcool de bois velours est le « viagra oriental »[3]. Les Anciens avaient observé nous dit-on que le cerf pouvait s’accoupler avec des dizaines de biches de sa harde. Pour s’approprier la capacité sexuelle du cerf, il suffit d’absorber leurs bois qui tournés vers le ciel, absorbaient l’essence du soleil et de la lune et stockaient le yang.

## Les marchés de gibieryewei

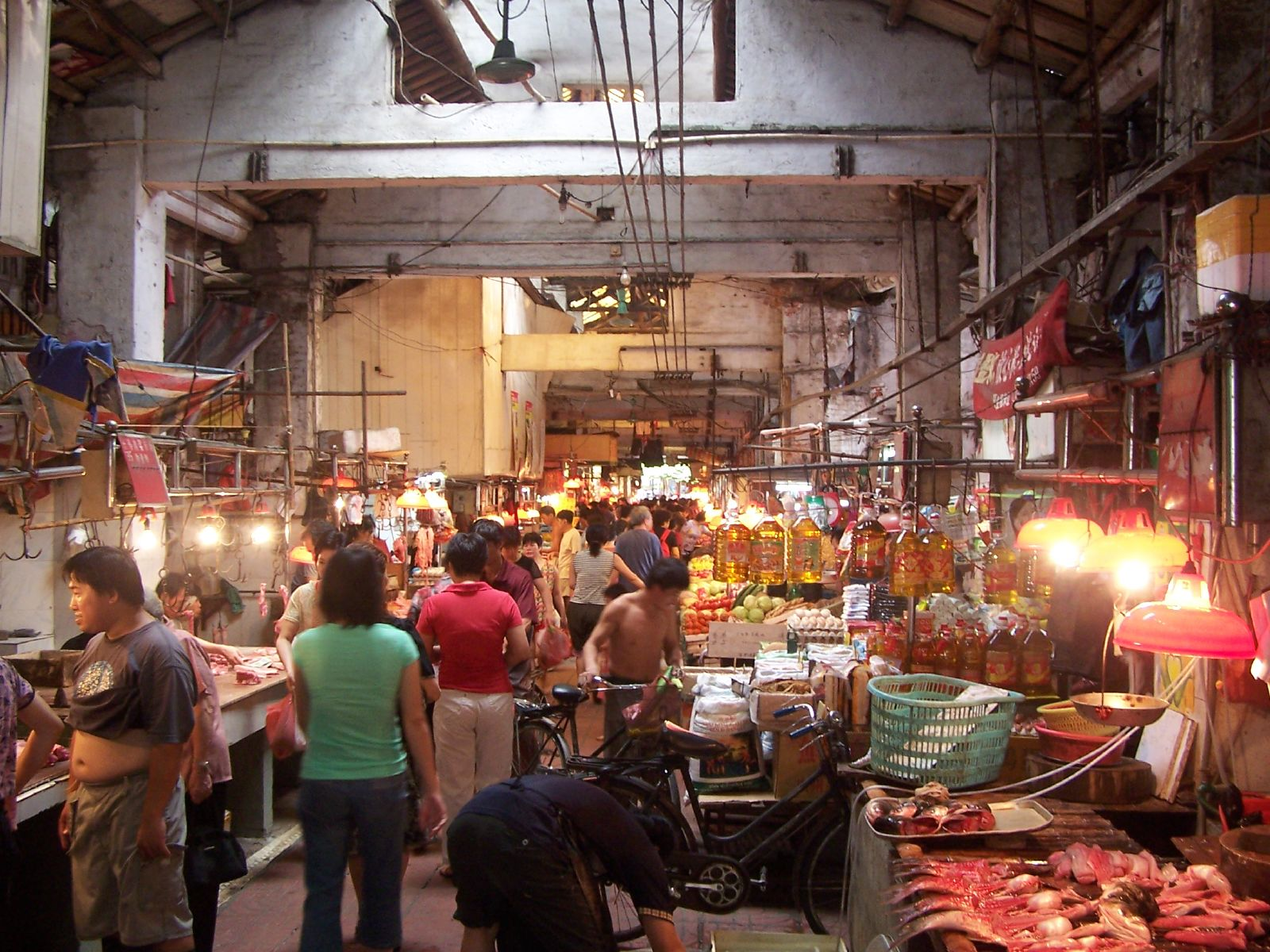
Marché à Canton (janvier 2003)

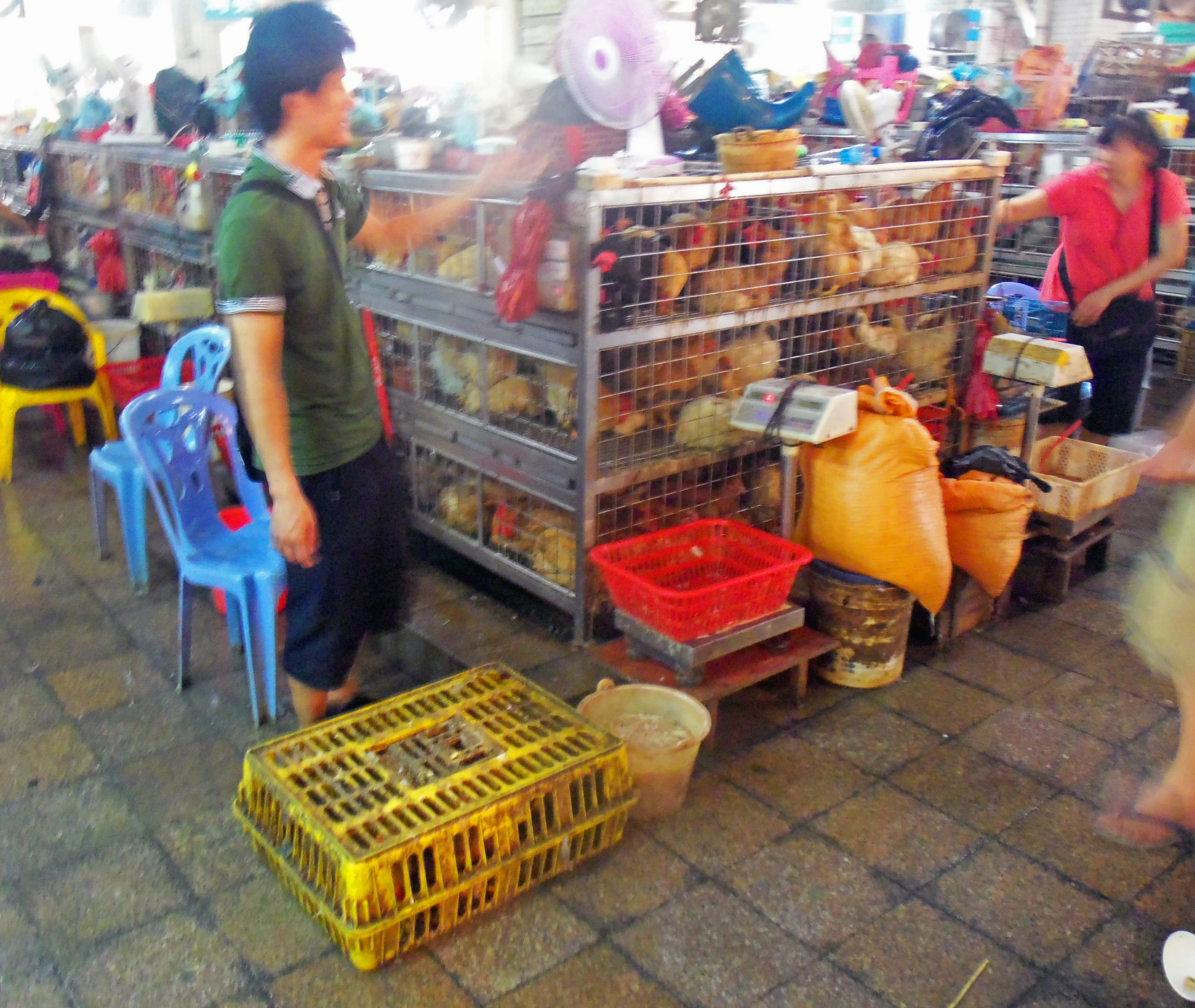
Marché humide à Shenzhen

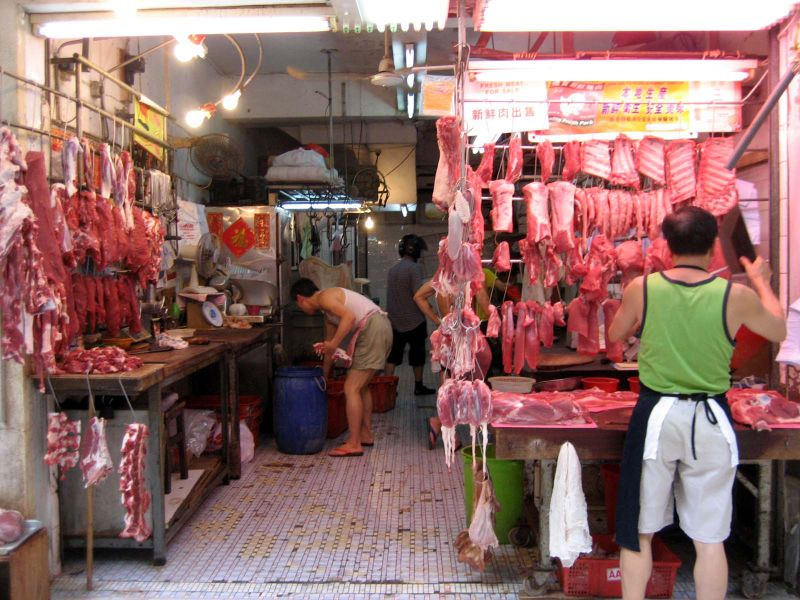
Marché humide à Hong Kong

La diététique thérapeutique chinoise du yaoshan donne une justification savante à la consommation d’animaux sauvages rares yewei. Dans un monde qui a tellement changé en quelques décennies, se raccrocher à de vieilles traditions a quelque chose de rassurant. Et quand ces traditions indiquent que manger certains animaux permet de renforcer sa santé et stimuler sa libido, personne ne peut résister à la tentation. Et enfin, ces denrées rares sont chères, ce sont des produits de luxe, qui permettent de signaler à la vue de tous, qu’on « a les moyens ».
À la suite de l’épidémie de SRAS de 2002-2003, la Chine avait dans un premier temps interdit la consommation et le commerce d’animaux sauvage. Mais rapidement cette réglementation a été oubliée parce qu’elle touche un secteur d’activité qui fait travailler des millions de personnes. On trouve toujours une multitude de petites boutiques de vente de yewei et des grands marchés s’intitulant « marché de fruits de mer », qui vendent pourtant aussi des animaux sauvages vivants (mammifères, oiseaux, reptiles etc). 
Les internautes chinois ont publié sur le site Weibo, une photo d'une liste de prix d’animaux d’élevage domestiques ou sauvages (yewei), vivants ou abattus, en vente dans un magasin situé au nord du Marché de fruits de mer de Chine du Sud de la ville de Wuhan. On y trouve des animaux vivants comme des civettes (130 yuans, 活果子狸 huo guozili), des paons, des ours, des loups, des sangliers, faons (6 000 yuans), renards, cochon d’Inde, porcs-épics, cerfs, crocodiles, tortues de montagne, serpents, rats de bambou (活竹鼠 ou Rhizomys sinensis, 85 yuans), autruches (4 000 yuans), faisans etc, et de la viande, de kangourous, de loup, de chameaux, crocodile (la queue, l’intestin, la langue etc.)...du sang de cerf, en tout 112 espèces. Mais apparemment pas de chauves-souris ni de pangolins. Cette liste d’animaux est celle d’un magasin particulier, et rien ne dit que d’autres magasins n’en possédaient pas (ouvertement ou en cachette). L’omission de ces animaux pourrait simplement venir de l’interdiction de leur commerce. Car selon la déclaration de Gao Fu 高福, un membre de l’Académie chinoise des sciences « La source du nouveau coronavirus vient de la vente illégale d'animaux sauvages sur le marché de fruits de mer à Wuhan ». La presse s’est faite l’écho des opérations de contrôle menées par Administration publique de surveillance des marchés. Toutefois, il y a un manque patent de fonctionnaires pour faire appliquer la loi sur l’interdiction du commerce de certains animaux sauvages ou sur la protection de la faune.
Les animaux sauvages vendus comme yewei, viennent principalement d’élevage. En 2016, plus de 14 millions de personnes travaillaient dans ce secteur économique dégageant 520 milliards de yuans (67 milliards d’euros), selon un rapport produit par le gouvernement publié par L’Académie chinoise d’ingénierie. Manger du gibier a une longue histoire en Chine et les pouvoirs publics ont soutenu le développement de ce secteur afin d’apporter des revenus pour les zones touchées par la pauvreté.

## Les conséquences de la consommation des yewei

### Réservoir de coronavirus et source de plusieurs maladies émergentes
Entre 2003 et 2017, trois coronavirus zoonotiques ont été identifiés comme la cause d’épidémies de grande envergure : le Syndrome respiratoire aigu sévère (SRAS), le Syndrome respiratoire du Moyen-Orient  (MERS) et le Syndrome de diarrhées porcines (SADS).
L’épidémie mondiale de SRAS a débuté en Chine dans la ville de Foshan (province de Guangdong) en 2002. Le coronavirus responsable de l’épidémie du SRAS qui a affecté 11 pays a été identifié en 2003 et nommé SARS-CoV. Rapidement, il a pu être établi que la source de ces coronavirus se trouvait chez des chauves-souris. Par la suite des CoV liés au SRAS (SARSr-CoV) ont été trouvés dans des civettes palmistes communes provenant de marchés d’animaux vivants de la province de Canton et dans diverses espèces de chauves-souris fer à cheval, réservoir premier des SARS-CoV. 
En novembre 2019, une maladie infectieuse émergente nommée COVID-19, causée par un nouveau coronavirus, le SARS-CoV-2, apparaît à Wuhan, et se propage en Chine puis dans le monde entier. Ce nouveau coronavirus est apparenté au coronavirus responsable du SARS et comme lui, il possède des similitudes avec les Betacoronavirus des chauves-souris fer à cheval. Plusieurs chauves-souris fer de cheval ont été testées séropositives pour les SARSr-CoV : Rhinolophus pusillus, R. macrotis, R. sinicus, R. pearsoni. Il est probable qu'un autre mammifère ait servi d'hôte intermédiaire entre la chauve-souris et l'homme. Cet animal intermédiaire n'est pas identifié avec certitude, mais ce pourrait être le pangolin. La COVID-19 s’est propagée au niveau mondial. Le 28 avril 2020, selon l' OMS, 2 954 222 cas de Covid-19 ont été confirmés et 202 597 patients sont décédés.
Pourtant dès le 23 janvier 2020, les journalistes de la télévision 新闻日日睇 xinwen riri di, de la ville de Canton poussaient un vigoureux coup de gueule (maintenant censuré): « Quand les Chinois se réveilleront-il ? L’erreur que nous avons commise avec le SRAS il y a 17 ans se répète aujourd’hui...simplement parce que certaines personnes ne peuvent pas abandonner leur obsession [de manger] des viandes sauvages (yewei)...Et le plus ridicule que les gens semblent avoir oublié c’est que les Chinois mangent tant d’animaux sauvages qu'ils les mènent au bord de l’extinction... Dans certains anciens livres médicaux chinois, presque toutes les parties animales et végétales, les excréments, les fluides corporels, la peau et même les plumes peuvent être utilisés comme médicaments. Faites attention à ne pas considérer la même substance comme source de médicament et d’aliment [référence au yaoshanxue]. Ces remèdes sont connus des grandes masses chinoises. Même de nombreux analphabètes connaissent ces remèdes maison à base d’animaux sauvages. Par exemple, vous avez certainement vu du vin de pénis de tigre, du vin de pénis de bélier, du vin médicinal de serpent. Ils ne font jamais d'exercice, mais ils croient que les os de tigre peuvent renforcer les os et les muscles. Ils croient que manger les parties génitales des animaux peut améliorer leurs performances sexuelles. Ils croient que les tortues vivent plus longtemps et que les manger peut guérir le cancer ... À l'heure actuelle, le rat de bambou sauvage est l'un des gibiers sauvages yewei importants sur la table à manger des habitants du sud de la Chine. Mais cet animal est également porteur de champignons Penicillium marneffei et de virus... Pourquoi les Chinois ne peuvent-ils pas laisser tomber les gibiers sauvages yewei ? »

### La mise en danger d'extinction des espèces
La loi chinoise sur la protection de la faune a été adoptée pour la première fois en 1988 et a été révisée quatre fois. Elle interdit la chasse ou la mise à mort d'environ 400 espèces d'animaux sauvages bénéficiant d'une protection spéciale de l'État. Mais l'État chinois ne se donne pas les moyens pour faire appliquer sa loi.
Au cours des dix dernières années, un million de pangolins ont été victimes du braconnage. Leurs écailles sont principalement utilisées en médecine traditionnelle chinoise et asiatique tandis que leur viande est très appréciée par les amateurs de yewei. Considéré par le grand médecin du XVIe siècle, Li Shizhen comme une substance médicinale froide, l’écaille de pangolin était prescrite dans de nombreuses indications (Bencao gangmu). Avec des jujubes, il était recommandé contre le « paludisme chaud » (热疟 rè nüè) marqué par des effusions prononcées de chaleur.
Le pangolin de Chine (Manis pentadactyla) est en danger critique d’extinction A2d+3d+4d. Les autres espèces asiatiques de pangolins sont aussi en danger d’extinction. Les trafiquants chinois se sont alors tournés vers les espèces africaines. Selon une étude internationale, publiée en juillet 2017 dans la revue Conservation letters, le trafic de pangolins en Afrique a augmenté de 150 % entre 1970 et 2014.
Prenons aussi l'exemple du tigre : le braconnage des tigres pour la pharmacopée chinoise a commencé en Inde du Sud, vers le milieu des années 1980 puis s’est étendue à tout le pays. Le poison ou les pièges sont généralement employés pour les capturer. En 1997, Peter Jackson de l’IUCN estimait qu’il ne restait plus que 3 060 à 4 275 tigres du Bengale en Inde, Bangladesh, Bhoutan, Chine, Myanmar et Népal.
En 1993, le Conseil d’État chinois a publié un « Avis sur l’interdiction du commerce des cornes de rhinocéros et des os de tigres ». Mais les traditions ont la vie dure et ce qui est rare est cher. Le braconnage a donc continué de plus belle. Jusqu'en 2007, la vente de viande de tigre au marché noir dans le Guangdong était un secret de polichinelle. De plus, depuis l’arrivée du président Xi Jinping en 2013, fervent partisan de la médecine traditionnelle, le commerce des animaux destinés à la médecine traditionnelle a augmenté de 11 % par an. Le marché de ces médicaments aurait pesé en 2018 pour 34 milliards d’euros dans l’économie du pays. En octobre 2019, le gouvernement chinois a autorisé la vente de cornes de rhinocéros et d’os de tigre, après vingt-cinq années d'interdiction. Plus de 8 000 tigres vivent en captivité en Asie. Des enquêtes révèlent que dans la majorité des cas, les félins sont élevés puis tués pour alimenter le commerce illégal. Selon l’IUCN, les populations de tigres ont chuté, passant d'environ 100 000 individus en 1910 à 3 200 individus en 2010, occupant 7% de leur aire de répartition d'origine. Le braconnage, la destruction de l'habitat et les conflits homme-faune sont responsables de cette hécatombe.